# Pelusium

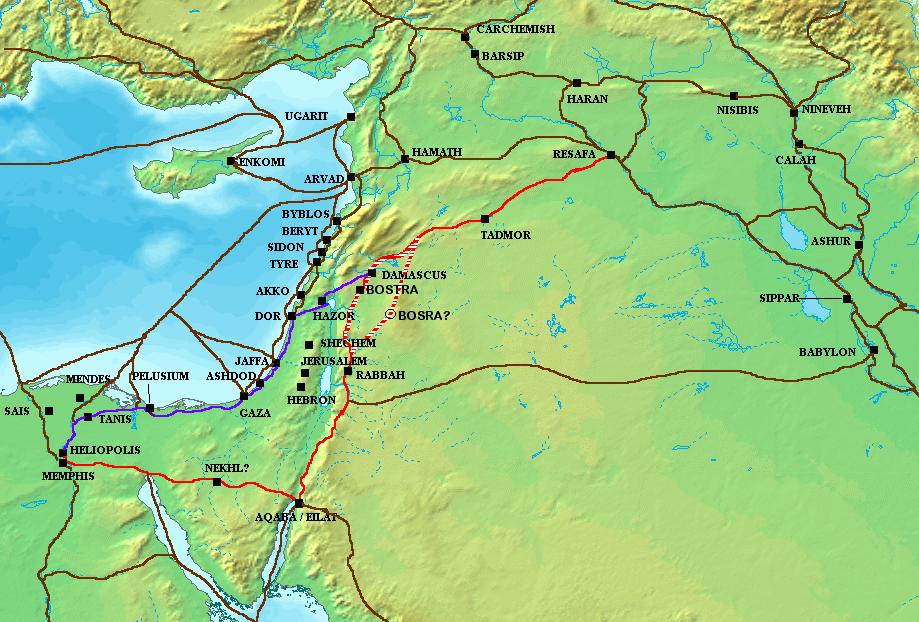
Pelusium är placerat vid Medelhavskusten.

Pelusium (grekiska: Pelousion, modern arabiska: Tell el-Farama) var en stad vid östligaste delen av Nildeltat i östra Egypten, 30 kilometer sydost om nuvarande Port Said. Staden ligger längs Via Maris.
Pelusium var huvudstad i 14:e länet i Nedre Egypten.